# Ràdio Belgrad
Ràdio Belgrad (serbi: Radio Beograd, serbi ciríl·lic: Радио Београд) és una estació de ràdio que opera des de Belgrad, Sèrbia, pertanyent a l'ens públic Radio-Televizija Srbije. És una emissora històrica fundada en 1929, que ha estat sotmesa des de llavors als esdeveniments succeïts a Sèrbia i l'extinta Iugoslàvia.

## Història
La predecessora de Ràdio Belgrad, Radio Beograd Rakovica, va iniciar la seva programació en 1924 i formava part d'una estació de telegrafia sense fils estatal. Radio Beograd, AD va iniciar els seus transmissions al març de 1929 en el llavors Regne de Iugoslàvia. La seva programació consistia en música, notícies, serials radiofònics i programació teatral, principalment.
Ràdio Belgrad va deixar de transmetre el 6 d'abril de 1941, quan les seves instal·lacions van ser destruïdes durant el bombardeig de la ciutat per l'aviació alemanya en l'anomenada Operació Càstig. Després de l'ocupació de Belgrad, Ràdio Belgrad es va convertir en l'estació de ràdio de les forces alemanyes sota el nom de Soldatensender Belgrad (Ràdio Belgrad dels Soldats) en la mateixa freqüència. Podia ser rebuda a tot Europa i al Mediterrani. Un oficial alemany que treballava en l'estació va adquirir, durant un permís a Viena, alguns enregistraments musicals per a la seva difusió. Entre una pila de discos que va comprar en una botiga de segona mà es trobava la poc coneguda cançó de 1939 «Lili Marleen» cantada per Lale Andersen, que fins llavors havia venut només al voltant de 700 còpies. El tema va aconseguir gran popularitat entre els soldats de l' Afrika Korps que sintonitzaven l'emissora des del nord d'Àfrica, i es va convertir en un clàssic emès amb bastant freqüència per l'emissora.
El govern nazi va ordenar la retirada de la difusió de la cançó, però Ràdio Belgrad va rebre nombroses cartes dels soldats de l'Eix en tot Europa demanant que fos de nou emesa, i va tornar de nou a la programació. Fins i tot Erwin Rommel, el comandant del Afrika Korps admirava la cançó, formulant a Ràdio Belgrad la petició d'incorporar el tema en les seves emissions diàries, la qual cosa va ser acceptat.
Després que els partisans de Tito prenguessin el poder en 1944, la nova Ràdio Belgrad, aquesta vegada sota el control comunista, va continuar la seva operació i a poc a poc es va convertir en el mitjà de difusió més influent de Sèrbia i de l'antiga Iugoslàvia. L'emissora disposava de seccions en diferents idiomes, treballant durant un any en la secció en castellà l'escriptora comunista catalana Teresa Pàmies, que ho va fer fins a la ruptura de relacions entre Tito i Stalin.
Des de 1994, Ràdio Belgrad utilitza un sistema informàtic d'emissió de ràdio conegut com a HD Player. Des de juliol de 2005, Ràdio Belgrad va diversificar la seva programació en diversos canals: Radio Beograd 1, Radio Beograd 2, Radio Beograd 3, Radio Beograd 202 i Stereorama, i és part de la xarxa estatal de ràdio i televisió de Sèrbia Radio-Televizija Srbije. Compta amb un valuós arxiu de diversos centenars de milers d'enregistraments en discos, cintes magnètiques i discos compactes.